# Gordon Fraser
Gordon Fraser, nacido el 19 de noviembre de 1968 en Ottawa, es un ciclista canadiense que fue profesional desde 1994 a 2006. 

## Palmarés
| 1994 - París-Troyes - París-Chauny - 2 etapas del Tour de Vaucluse - 2 etapas del Tour de Normandía 1997 - 1 etapa del Gran Premio de Midi Libre 1998 - 2 etapas de la Redlands Bicycle Classic - 1 etapa del Tour de Beauce - 1 etapa de la Vuelta a Asturias 1999 - 1 etapa de la Fitchburg Longsjo Classic - 2 etapas del International Cycling Classic - 1 etapa del Tour de Beauce - 2 etapas de la Redlands Bicycle Classic - 2.º en los Juegos Panamericanos en Ruta 2000 - 1 etapa del Critérium Internacional - Gran Premio de la Villa de Rennes - 2 etapas de la Sea Otter Classic - 2º en el Campeonato de Canadá en Ruta | 2001 - 1 etapa del Tour de Beauce - 1 etapa del Tour de Langkawi - 2 etapas de la Redlands Bicycle Classic 2002 - First Union Classic - 1 etapa del Tour de Beauce - 1 etapa de la Sea Otter Classic 2003 - 1 etapa del Tour de Beauce - 1 etapa de la Redlands Bicycle Classic - 1 etapa del Tour de Gila 2004 - Campeonato de Canadá en Ruta - 2 etapas del Tour de Georgia 2005 - Wachovia Classic - 1 etapa del Tour de Georgia - 1 etapa de la Sea Otter Classic - 1 etapa del Nature Valley Grand Prix 2006 - Joe Martin Stage Race, más 3 etapas - 1 etapa del Tour de Gila |

## Resultados en las grandes vueltas
| Carrera         | 1994 | 1995 | 1996 | 1997 | 1998 | 1999 | 2000 | 2001 | 2002 | 2003 | 2004 | 2005 | 2006 |
| --------------- | ---- | ---- | ---- | ---- | ---- | ---- | ---- | ---- | ---- | ---- | ---- | ---- | ---- |
| Giro de Italia  | -    | -    | -    | -    | -    | -    | -    | -    | -    | -    | -    | -    | -    |
| Tour de Francia | -    | -    | -    | Ab.  | -    | -    | -    | -    | -    | -    | -    | -    | -    |
| Vuelta a España | -    | -    | -    | -    | -    | -    | -    | -    | -    | -    | -    | -    | -    |
| Mundial en Ruta | Ab.  | -    | -    | -    | -    | -    | -    | -    | -    | -    | -    | -    | -    |